# سالبادور ميراندا
سالبادور ميراندا (بالإنجليزية: Salvador Miranda)‏ هو أمين مكتبة أمريكي، ولد في 18 أكتوبر 1939 في هافانا في كوبا.